# Idrissa Soumaoro
Pour les articles homonymes, voir Soumaoro.
Idrissa Soumaoro, né le 1er janvier 1949 à Ouélessébougou, est professeur de musique et auteur-compositeur-interprète malien. Il est un des rares maîtres de musique (voyant) spécialisé dans l'enseignement de la musique aux aveugles. Il est diplômé de l'université de Birmingham en 1987.

## Enfance
Jeune, il a son premier contact avec une guitare chez son beau-frère à Ouélessébougou. 
Pendant son enfance et puis plus tard durant l'adolescence, il passe ses vacances scolaire à Bamako à 75 km de son village natal. Il découvre bientôt l'harmonica, la flûte et le timbo. Selon ses propres dires, le bouillonnement culturel qui régnait alors dans la capitale ont eu une importance décisive sur sa destinée d'artiste.

## Formation artistique
À dix-huit ans, le jeune Idrissa forme avec des amis son premier groupe, le Djitoumou-Jazz de Ouéléssébougou, et se produit le samedi soir dans la localité. 
En 1968, il entre à l’Institut national des arts de Bamako et pendant ses études, il enregistre des chansons pour l'ORTM Télévision nationale. 
C'est pendant cette période qu'il écrit son titre Ancien combattant qui sera ensuite repris par l'artiste congolais Zao. À sa sortie de l'Institut national des arts de Bamako, il devient enseignant à Diré, puis à Bamako. Il continue tout de même à se produire avec des orchestres comme les Ambassadeurs du Motel de Bamako, groupe phare de cette époque.
Sa rencontre avec Amadou Bagayoko du duo Amadou et Mariam, le pousse à s'intéresser aux problèmes rencontrés par les non-voyants. Au début des années 1980, il monte un orchestre nommé « Miriya » (pensée en français), composé exclusivement de musiciens et chanteurs non-voyants dirigé par Amadou et Mariam. En 1984, grâce à cette initiative, il obtient une bourse pour aller étudier la musicologie braille à l'université de Birmingham,.

## Albums
- 2003 : Köte
- 2010 : Djitoumou

## Récompenses
- Prix général Elizabeth Williams du Département de musique du Royal National Collège de Royaume-Uni[2]
- Prix de l'Académie de musique pour les handicapés visuels de Hereford[4]
- 2002 : chevalier de l'ordre national du Mali[3]
- 2004 : prix découverte RFI[5]